# کونوپچن
کونوپچن (به لهستانی:  Konopczyn) یک روستا در لهستان است که در گمینا مونگکی واقع شده‌است.